# Nieuwe Revu
Nieuwe Revu is een Nederlands weekblad dat sinds 2014 eigendom is van Pijper Media. Het blad ontstond in 1968 (16 oktober 1968 - nr. 43) als voortzetting van Revue en de Katholieke Illustratie en ging vanaf dat moment onder de naam Nieuwe Revu verder.
Na zich eerst, onder de hoofdredactie van Albert Welling, te hebben geprofileerd als familieweekblad, koos Nieuwe Revu midden jaren zeventig onder leiding van hoofdredacteur Ton van Dijk voor een uitgesproken linkse en rebelse koers, onder het motto "socialisme, sex en sensatie". De grootste rel waarbij het blad in die tijd betrokken was betrof (in december 1976) de versnippering - op last van uitgeverij VNU - van het kerstnummer. Daarin stonden fragmenten van oude kersttoespraken van koningin Juliana afgedrukt, opgeluisterd met artistieke naaktfoto's van mannen en vrouwen.
In de jaren 80 werd Nieuwe Revu serieuzer van toon en begon het trekken te krijgen van een volwassen opinieweekblad. In 2005 begon het weekblad tevens met het maken van korte video-interviews via zijn website.
In juni 2008 maakte hoofdredacteur Altan Erdogan bekend dat het blad met ingang van week 27 weer Revu zou gaan heten in plaats van Nieuwe Revu. De 'e' uit de oorspronkelijke titel (Revue) keerde echter niet terug. Op 1 juli 2008 is de naam Nieuwe Revu daadwerkelijk veranderd in Revu. Daarna werd de titel, onder het hoofdredacteurschap van Frans Lomans (op dat moment tevens hoofdredacteur van Panorama), weer veranderd naar Nieuwe Revu, waarschijnlijk omdat iedereen het blad al die tijd tóch Nieuwe Revu bleef noemen.
De oplage van Nieuwe Revu halveerde in de jaren tachtig en negentig van 219.000 (1980) naar 111.084 (2000) en daalde daarna in een nog sneller tempo naar 23.807 (2013). In oktober 2013 maakte Sanoma - toen eigenaar sinds 2001 - bekend dat voor het blad een nieuwe eigenaar werd gezocht. Halverwege 2014 nam Pijper Media het eigendom over. Het bedrijf kocht ook Panorama en Playboy.
Op 4 juni 2020 werd bekend dat uitgever Pijper Media de Nieuwe Revu als zelfstandig weekblad wil opheffen en als bijlage bij het tijdschrift Panorama wil voegen. Enkele dagen daarna vertrok de hoofdredacteur Jonathan Ursem bij het blad. Op 17 juni 2021 ontkende Danny Koks dat er plannen geweest waren om Nieuwe Revu als bijlage bij Panorama uit te geven en gaf hij aan dat Nieuwe Revu zelfstandig zou blijven. Danny Koks zou hoofdredacteur van zowel Nieuwe Revu als Panaroma worden. In 2021 bestaat ook de eindredactie van beide bladen uit dezelfde personen (Martin Bouwman, Niek Stolker, Edwin Struis), evenals het secretariaat (Jacqueline Kruimink).

## Hoofdredacteuren
- 1968-1975: Albert Welling
- 1975: Jaap Velt
- 1975 - 1977: Ton van Dijk
- 1977 - 1982: Hans Wilbrink, Hans Waleveld, Ger Ackermans, Fons Burger en Derk Sauer in wisselende functies van (adjunct-)hoofdredacteur en waarnemend hoofdredacteur
- 1982 - 1989: Derk Sauer
- 1989 - 2000: Hans Verstraaten
- 2001 - 2004: Jildou van der Bijl
- 2004 - 2005: Mark Koster
- 2005 - 2006: Hans Verstraaten
- 2006 - 2007: Jan Paul de Wildt
- 2007 - 2008: Fred Sengers (adjunct-hoofdredacteur)
- 2007 - 2010: Altan Erdogan
- maart 2010 - juni 2011: Frans Lomans[11]
- juli 2011 - februari 2012: Gert-Jaap Hoekman en Willem Uylenbroek
- juni 2012 - april 2015: Erik Noomen
- april 2015 - augustus 2016: Marijn Schrijver[3]
- september 2016 - juni 2020: Jonathan Ursem[12]
- juni 2020 als vervanger,[13] daarna hoofdredacteur Danny Koks

## Oplagecijfers
Totaal betaalde gerichte oplage volgens HOI, Instituut voor Media Auditing. Sinds het NOM in 2015 het meten van de oplage heeft overgenomen van HOI laat Pijper Media de oplage van Nieuwe Revu niet meer meten.
- 1968: 280.000
- 1969: 213.000
- 1970: 206.089
- 1971: 181.497
- 1973: 183.443
- 1974: 166.466
- 1977: 189.678
- 1978: 203.745
- 1979: 217.304
- 1980: 219.332
- 1990: 163.374
- 2000: 111.084
- 2005: 70.208
- 2006: 68.562 (-2,3%)
- 2007: 64.360 (-6,1%)
- 2008: 63.439 (-1,4%)
- 2009: 46.619 (-26,5%)
- 2010: 40.415 (-13,3%)
- 2011: 34.589 (-14,4%)[14]
- 2012: 32.529 (-6,0%)[15]
- 2013: 23.807 (-26,8%)
- 2014: 17.763 (-25,4%)[1]
- 2021: 25.000[16]